# Rešice
Rešice (en allemand : Röschitz) est une commune du district de Znojmo, dans la région de Moravie-du-Sud, en République tchèque. Sa population s'élevait à 334 habitants en 2020.

## Géographie
Rešice se trouve à 11 km à l'ouest de Moravský Krumlov, à 24 km au nord-nord-est de Znojmo, à 36 km à l'ouest-sud-ouest de Brno et à 170 km au sud-est de Prague.
La commune est limitée par Rouchovany à l'ouest et au nord, par Dukovany au nord-est, par Horní Dubňany et Tulešice à l'est, et par Horní Kounice au sud et au sud-ouest.

## Histoire
La première mention écrite de la localité date de 1358.

## Personnalités
- Adolf Opálka